# Ignacio Canto
Ignacio Canto Torres-Muñoz (ur. 21 stycznia 1981 w Madrycie) – hiszpański szpadzista, srebrny medalista mistrzostw świata.
Podczas mistrzostw świata w Turynie w 2006 roku Hiszpanie w składzie: José Luis Abajo, Ignacio Canto, Juan Castañeda i Eduardo Sepúlveda zdobyli srebrny medal w zawodach drużynowych. W tej samej konkurencji był też między innymi czwarty na mistrzostwach świata w Petersburgu w 2007 roku.
Nigdy nie wziął udziału w igrzyskach olimpijskich.